# Omicron2 Canis Majoris
Título a ser usado para criar uma ligação interna é Omicron2 Canis Majoris.
Omicron2 Canis Majoris (Thanih al Adzari, Secunda Virginum, 24 Canis Majoris) é uma estrela na direção da constelação de Canis Major. Possui uma ascensão reta de 07h 03m 01.47s e uma declinação de −23° 49′ 59.9″. Sua magnitude aparente é igual a 3.02. Considerando sua distância de 2567 anos-luz em relação à Terra, sua magnitude absoluta é igual a −6.46. Pertence à classe espectral B3Ia. É uma estrela variável alpha Cygni.